# Mezinárodní letiště Nan-čchang Čchang-pej
Mezinárodní letiště Nan-čchang Čchang-pej (čínsky v českém přepisu Nan-čchang Čchang-pej kuo-ťi ťi-čchang, pchin-jinem Nánchāng Chāngběi Guójì Jīchǎng, znaky zjednodušené 南昌昌北国际机场, IATA: KHN , ICAO: ZSCN) je mezinárodní letiště u Nan-čchangu, hlavního města provincie Ťiang-si v Čínské lidové republice. Leží ve vzdálenosti přibližně osmadvacet kilometrů severně od centra Nan-čchangu.
Bylo vystavěno v letech 1996–1999 a nahradilo starší letiště Nan-čchang Siang-tchang.
Letiště je uzlovým pro Jiangxi Air.